# 극장판 소드 아트 온라인 -프로그레시브-: 별 없는 밤의 아리아
《극장판 소드 아트 온라인 -프로그레시브-: 별 없는 밤의 아리아》(Sword Art Online -Progressive-: Aria of a Starless Night)는 일본에서 제작된 카와노 아야코 감독의 2021년 애니메이션, SF, 액션 영화이다. 토마츠 하루카, 마츠오카 요시츠구 등이 주연으로 출연하였다.

## 줄거리
2022년 11월 전자기기 업체 개발자들이 <너브기어>라고 하는 가상공간 접속기기를 개발한 것으로 세계는 완전한 VR을 실현하게 된다. 여주인공 '아스나'는 자신의 오빠에게 너브기어를 하루만 빌려달라고 부탁하여 소드 아트 온라인(SAO)에 접속하였다. 접속하고 1~3시간 정도 후 아스나와 약 1만명의 플레이어들은 게임 시작 지점으로 소환되었다. 그곳에서 소드 아트 온라인의 개발자인 카야바 아키히코에게 튜토리얼을 듣게 된다. 카야바는 아인크란드의 최상층 보스를 쓰러트려야 게임이 클리어되고 로그아웃을 할 수 있다고 한다. 그리고 이 게임에서 죽거나, 현실세계에서 강제적으로 너브기어를 풀려고 하면 너브기어에서 고출력 마이크로파를 발생시켜 뇌를 파괴할 것이라고 말한다. 그리고 카야바 아키히코가 사라진 뒤 아스나와 다른 플레이어들은 절망에 빠진다.
('소드 아트 온라인 프로그레시브 별 없는 밤의 아리아'는 아인크란드 100층 부유성 1층에 대해 다룬 극장판이다.)

## 출연

### 주연
- 마츠오카 요시츠구 - 키리가야 카즈토<키리토>(목소리) 역
- 토마츠 하루카 - 유우키 아스나<아스나>(목소리) 역
- 미나세 이노리 - 토자와 미스미<미토>(목소리) 역

### 조연
- 야마데라 코이치 - 카야바 아키히코(목소리) 역
- 히다카 리나 - 아야노 케이코<시리카>(목소리) 역
- 타카가키 아야히 - 시노자키 리카<리즈벳>(목소리) 역
- 히라타 히로아키 - 츠보이 료타로<클라인>(목소리) 역
- 야스모토 히로키 - 앤드류 길버트 밀즈<에길>(목소리) 역
- 히야마 노부유키 - 디어벨(목소리) 역
- 세키 토모카즈 - 키바오(목소리) 역
- 오오사카 료타 - 조(목소리) 역
- 이자와 시오리 - 아르고(목소리) 역
- 야마지 카즈히로 - 유우키 쇼조(목소리) 역
- 히야시바라 메구미 - 유우키 쿄코(목소리) 역
- 마지마 준지 - 유우키 코이치로(목소리) 역